# Heteroconis ornata
Heteroconis ornata is een insect uit de familie van de dwerggaasvliegen (Coniopterygidae), die tot de orde netvleugeligen (Neuroptera) behoort.
De wetenschappelijke naam Heteroconis ornata is voor het eerst geldig gepubliceerd door Enderlein in 1905. De soort komt van nature voor in New South Wales en Queensland (Australië) en is geïntroduceerd in Nieuw-Zeeland.